# 纷享科技
纷享科技是一家致力于企业社会化应用与发展的移动互联网公司，由新京报传媒常务副总裁罗旭和原网易副总裁杨斌及李全良、刘晨创办于2011年，与Yammer类似。